# Pegantha rubiginosa
Pegantha rubiginosa är en nässeldjursart som först beskrevs av Rudolf Albert von Kölliker 1853.  Pegantha rubiginosa ingår i släktet Pegantha och familjen Solmarisidae. Inga underarter finns listade i Catalogue of Life.